# あの日を乗り越えて
『あの日を乗り越えて』（あのひをのりこえて、原題：那年，雨不停國）は台湾のテレビドラマ。
2010年5月15日から2010年5月29日まで台湾の公共電視台で放送された。日本では2011年6月16日から2011年7月21日までホームドラマチャンネルで放送された。全6話。
2009年8月8日、台湾に被害をもたらした台風8号 (八八水災) をテーマに描かれた。

## ストーリー
家業の手伝いもせずサックスの練習に夢中な張福海 (阿海 (アーハイ)・張書豪)。家業の果物屋に奇妙な行動をする美少女・林雨菁 (菁菁 (ジンジン)・簡嫚書) が自転車で突っ込んできた。彼女は2009年台風8号による『八八水災』で土石流に村ごと呑まれた台湾南部の高雄県甲仙郷出身で、彼女自身は高雄市にコンサートを観に行って難を逃れたが、父・祖母と家を災害で失った。叔父と叔母を頼って、台湾で最も雨がたくさん降る台湾東北海岸の街に住み、阿海と同じ高校に通うことになったのだった。
廃部寸前の吹奏楽部に所属する阿海は、亡き父譲りの上手なサックスを演奏する菁菁に入部してほしいと願うが、菁菁はその気になれない。ある日菁菁は、亡き父と祖母に宛てた手紙を海に流す。それを拾って盗み見た阿海は彼女の身の上を知り、また自殺願望があるのではないかと考える。後日、亡き父の誕生日を一人で祝うため海辺に来た菁菁がふらふらと海に入るのを止め、思いとどまるように説得する。それによって手紙を盗み見たことが彼女にばれてしまう。怒った菁菁をなだめるために阿海は『3つの願い事』を叶えると約束するが、菁菁が突きつけた第一の願い事は父と祖母と会わせて欲しい、というものだった。
阿海と衝突したり思いやりに触れ、菁菁は次第に心を開いていく。同じように両親を亡くした吹奏楽団員の周明晃（張捷）、霊媒師（呉建豪）、吹奏楽団の部員や顧問、家族同様に菁菁のことを思い遣る叔父や叔母、そして亡くなったはずの実母などと係わることで、彼女自身が前進し、また周囲を成長させていく。

## キャスト
| 役名                          | 俳優名                        | 役柄                                                                                    |
| ----------------------------- | ----------------------------- | --------------------------------------------------------------------------------------- |
| リン・ユーチン （林雨菁）     | 簡嫚書 （ジエン・マンシュー） | 通称: ジンジン (菁菁)、八八水災で父と祖母を亡くした高校生                               |
| チャン・フーハイ （張福海）   | 張書豪 （チャン・シューハオ） | 通称: アーハイ (阿海)、管楽器部に所属                                                   |
| ジョウ・ミンホァン （周明晃） | 張捷 （チャン・チエ）         | 通称：アーホァン (阿晃)、フーハイの友人、10年前両親を溺死で亡くしている、管楽器部に所属 |
| ワン・シャオリン （王小玲）   | 柯淑勤 （コー・シューチン）   | ユーチンの母                                                                            |
| リン・チエンウェン （林健文） | 呉朋奉 （ウー・ポンフォン）   | ユーチンのおじさん                                                                      |
| リー・シュウリン （李秀玲）   | 謝瓊煖 （シエ・チョンヌアン） | ユーチンのおばさん                                                                      |
| バラ （芭楽）                 | 陳咨憲 （チェン・ズーシエン） | おじさんの子ども                                                                        |
| ジャオレン （教練）           | 蘇炳憲 （スー・ピンシエン）   | 管楽器部の顧問                                                                          |
| チャン・ジャーホン （張家鴻） | 丁強 （ディン・ジアン）       | フーハイの父                                                                            |
| チェン・メイファン （陳美芳） | 劉瑞琪 （リュウ・ルイチー）   | フーハイの母                                                                            |
| シャオフイ （海姊）           | 張沛婕 （ペリー・チャン）     | フーハイの姉                                                                            |
| ビャオグー （阿晃表哥）       | 呉建豪 （ヴァネス・ウー）     | 阿晃の従兄、霊感が強い占い師                                                            |

## スタッフ
- 監督 - 陳慧翎 （チェン・フイリン）
- プロデューサー - 呉建豪 （ヴァネス・ウー）、涂百鋒（エリック・トゥ）、洪天祥（ジミー・ハン）

## 主題歌
オープニングテーマ
- 『雨沒停過』

歌 - 蛋堡
エンディングテーマ
- 『千風之歌』

歌 - 洪天祥（ジミー・ハン）

## 日本国内放送局
| 放送地域 | 放送局                 | 放送期間                      | 放送日時                     | 放送系列 |
| -------- | ---------------------- | ----------------------------- | ---------------------------- | -------- |
| 日本全域 | ホームドラマチャンネル | 2010年6月16日 - 2010年7月21日 | 毎週木曜 25時15分 - 26時15分 | CS放送   |
| 日本全域 | BS日テレ               | 2011年12月28日 - 2012年2月1日 | 毎週水曜 23時00分 - 24時00分 | BS放送   |